# متعددة الحدود الدنيا (نظرية الحقول)
في نظرية الحقول، فرعا من الرياضيات، متعددة الحدود الدنيا (بالإنجليزية: Minimal polynomial)‏ لعنصر a ما، من حقل ما، هي متعددة حدودة تكون درجتها أصغر ما أمكن حيث تبقى معاملاتها في ذلك الحقل وحيث يكون ذلك العنصر a جذرا لها. إذا وجدت هذه المتعددة للحدود فإنها وحيدة لا ثاني لها. يُشترط فيها أن يكون المعامل المضروب في الحد ذي الدرجة الأكبر، مساويا لواحد.